# Indus Air
Indus Air era uma companhia aérea doméstica regional com sede em Ghaziabad, Índia. Seu hub principal era o Aeroporto Internacional Indira Gandhi, em Delhi.

## História
Em outubro de 2005, foi relatado que o barão Kapil Mohan de Mohan Meakins, junto com outros empresários indianos, havia investido na Indus Airways. Eles planejavam iniciar os serviços no final de outubro de 2005, usando duas aeronaves Bombardier CRJ-200 arrendadas da Lufthansa. Esses dois CRJ-200LRs eram da Independence Air dos EUA.
A Indus Air foi fundada em 2004 e iniciou suas operações em 14 de dezembro de 2006. Ela encerrou as operações em abril de 2007.

## Destinos
A Indus Air operou serviços domésticos para os seguintes destinos:
- Amritsar
- Chandigar
- Deli
- Bombaim

## Frota
A frota da Indus Air incluía as seguintes aeronaves:
| Aeronaves           | Total | Notas |
| ------------------- | ----- | ----- |
| Bombardier CRJ200ER | 2     |       |